# Federal-Mogul
Federal-Mogul Holdings est un équipementier automobile américain dont le siège se situe à Southfield dans le Michigan. Le groupe détient des marques mondiales comme plusieurs marques, parmi lesquelles Champion, Wagner et Goetze. Ferodo, Nüral, Glyco ou MOOG.
Le titre est coté NASDAQ sous le code FDML jusqu'au 17 février 2017.

## Histoire
La société Federal-Mogul a été fondée à Detroit en 1899 et possède deux divisions indépendantes : Federal-Mogul Powertrain et Federal-Mogul Motorparts.
En février 2016, Icahn Enterprises, la société de l'investisseur activiste Carl Icahn, propose de racheter les 18% du capital de Federal-Mogul qu'il ne détient pas encore au prix de 7 dollars par action.
Le titre cote pour la dernière fois le 17 février 2017 à 9,980 USD.
En avril 2018, Icahn Enterprises a annoncé la vente de Federal Mogul à Tenneco pour 5,4 milliards de dollars (4,4 milliards d'euros).
À la suite de cette acquisition, Tenneco annonce sa scission entre une société spécialisée dans le groupe motopropulseur et une autre spécialisée dans les amortisseurs.
En février 2019, Tenneco a dévoilé la première entité issue de la scission de ses activités. Baptisée DRiV Incorporated, cette entité réunira les activités après-vente et performance de la conduite de Tenneco, Federal-Mogul et du groupeOhlins acquis en début d’année. Elle pèsera plus de 6 milliards de dollars et entrera en activité au second semestre.
DRiV Incorporated a pour ambition de s’affirmer comme l’un des équipementiers les plus importants sur le marché de la rechange grâce à son large catalogue de marques.